# Рибал аль-Асад
Рибаль аль-Асад (араб. ريبال الأسد‎; род. 4 июня 1975) — лидер глобальной сирийской кампании за демократию, свободу и права человека.
Сын Рифаата аль-Асада и Лайн аль-Хаер, женат на Джоанне аль-Асада. Также, его братьями являются: Сивара Аль-Асада — автор французского романа À coeur perdu, и Сомар аль-Асад — основатель телеканала A.N.N., Arab News Network и Арабской Народной партии в 1997 году. Он также является двоюродным братом и оппонентом Башара Аль-Асада на протяжении своей жизни.
Рибаль является основателем и директором Организации за свободу и демократию в Сирии (ОСДС) и Председателем и Основателем Фонда Иман, деятельность которого направлена на содействие межрелигиозному и культурному диалогу и борьбе с экстремизмом.
Рибаль аль-Асад был выслан правительством из Сирии в детстве, и с тех пор работал в течение более десяти лет в направлении мирного перехода к свободе, демократии и правам человека в его стране.
В 2010 году он дал интервью историку Роберту Фиску для The Independent, где перед Арабской весной он изложил свои надежды на новую Сирию. Его вера в политическое решение сирийского конфликта в качестве единственного решения остается непоколебимой, несмотря на активизацию насилия с начала конфликта в 2011 году.
Будучи сторонником всеобъемлющих демократических прав в Сирии, Рибаль аль-Асад также был особенно откровенен в отношении религиозно-политических групп и теократии. Он подвергает публичной критике их институты, в частности: «Братьев-мусульман», «Хизбаллу», «Джебхат ан-Нусру», ИГИЛ, Хамас и правительство Ирана. Он также был критичен в отношении Национального совета Сирии, и его недемократического выбора членов Турцией и Катаром, большинство из которых являются членами Братьев-мусульман. В равной степени, его критика в адрес Свободной сирийской армии была связана с её включением в Экстремистские группировки исламистов и исключением из Салафитского экстремистского Высшего военного Совета. С 2010 года он призывает международное сообщество объединить свои усилия в целях установления мира и стабильности в Сирии.
Рибаль аль-Асад является владельцем нескольких благотворительных и деловых интересов, в совершенстве владеет арабским, французским, испанским и английским языками.

## Ранняя жизнь и семья
Рибал родился в Дамаске, 13-м из 16-и братьев и сестёр. Его мать, оптик, держала бесплатную клинику для бедняков Дамаска. Его отец, д-р Рифат аль-Асад, был Руководителем высшего образования, заслуженным военным деятелем и номинированным вице-президентом в период с 1984 по 1998 годы. Он также являлся младшим братом прежнего президента Хафеза аль-Асада.
С детства Рибал был окружен демократическими веяниями. Его отец основал Аль-Фурсан, первый и единственный арабский журнал на Ближнем Востоке по содействию демократии и свободы. Рибал был воодушевлен чтением регулярных разделов, поясняющих важность политического плюрализма и свободы в Сирии и на Ближнем Востоке. Его отец также способствовал образованию (строительство университетов в Латакия и Хомс, расширение Университета Алеппо) и улучшению положения женщин в военном и гражданском обществе. Его мать, Лайн Аль-Хайер, как бенефициарий этой политики, проходила подготовку в качестве десантника.
Он покинул Сирию в 1984 году в возрасте 9-и лет в результате конфликта между его отцом и дядей, который начался в 1970-е годы, что привело к военному противостоянию и расколу в партии Баас. В интервью с Jewish Chronicle, Рибал аль-Асад заявил, что «если бы идеи его отца продолжались в 1970-е годы, то Сирия заключила бы мир с Израилем одновременно с египтянами».
 Рибал и его семья затем переехали в Париж, где он проживал до 16-и летнего возраста. Он заявил, что его опыт «размешивания» с другими культурами в Париже помог ему развить раннее понимание мультикультурализма и многонациональных общин; особенно в отношении еврейской общины. Это и явилось отправной точкой веры в инклюзивное и поликультурное общество, которое является краеугольным камнем в миссии ODFS. До поступления в университет в Бостоне, Рибал аль-Асад с 16-и лет учится в высшей школе в Нью-Йорке и Хьюстоне.
 Несмотря на нахождение вне Сирии с 1984 года, Рибал аль-Асад продолжает находиться под угрозой насилия. Попытки его убийства имели место в 1994, 1998 и 1999 годах. В течение 1992—1997 годов, период, на который пришлись эти атаки, Рибал аль-Асад не проживал на постоянной основе в Сирии, но время от времени наезжал домой во время рождественских каникул, чтобы посетить своего отца, которому запретили покидать страну. С 1997 по 1999, он оставался в Сирии, продолжая благотворительную деятельность, которая была начата еще его отцом. В 1980 году, Братья-мусульмане, которые выступали за свержение правительства в пользу Исламского государства в Сирии, пытались направить наполненный взрывчаткой грузовик на семейный дом. Охранникам удалось обезвредить грузовик.
В 1994 году, через две недели после публичного спора с его кузенами Башаром и Махером Аль-Асадом, были посланы солдаты убить Рибала в Международном аэропорту Дамаска, когда тот возвращался домой с целью навестить своего отца после смерти матери в 1992 году. План провалился, так как в аэропорту его сопровождал отец. В 1998 году Рибал был объектом покушения со стороны правительства, попав в автомобиле в засаду под обстрел стингеров, во время возвращения по темной дороге из Ливана в Тартус. В 1999 году, через неделю после того, как Рибал уехал в Испанию, его семейный дом в Латакии был атакован 5,000-й Республиканской гвардией во главе с генералом Ассеф Шаукатом с использованием военных кораблей, танков, ракетных пусковых установок и вертолетов. Другие атаки не были направлены непосредственно на его жизнь, но связаны с его благотворительной деятельностью:
В 2006 году Рибал основал благотворительное общество Аль-Фурсан в Ливане, которое во время религиозных праздников людям разных религий, сект и этнических групп раздает продукты питания, подарки и школьные принадлежности. Кроме того, он открыл небольшую школу для бесплатного обучения детей иностранным языкам. Из доклада телевидения LBC Ливана, директор благотворительной организации был застрелен и сожжен в своем автомобиле сирийским правительством перед школой в 2007 году. Сама школа была разрушена. 
Различные нападения на личность, имущество и друзей Рибал явно повлияли на его антипатию к той власти и политической системе, которая себе это позволяет.

## Политическая карьера
Рибал аль-Асад выделился за свое отношение к экстремизму, терроризму и ужасам жизни самодержавного полицейского государства, вдохновившего его на работу во благо мирных перемен, приносящих свободу, демократию и восстановление прав человека в Сирии и на Ближнем Востоке.

### ANN Channel
Эта работа во благо демократии и свободы началась в 2006 году через его председательство в Arab News Network (ANN), телевизионный канал, способствующий развитию свободы и демократии на Ближнем Востоке. Основанный в 1997 году, это был первый спутниковый телеканал арабских новостей, созданный для продвижения демократии и свободы в Сирии, на Ближнем Востоке и в Северной Африке. Однако в 2009 году канал ANN был заблокирован сирийским правительством.

### Организация за демократию и свободу в Сирии
Расстроенный пресечением ANN, в 2009 году Рибал аль-Асад основал Организацию за демократию и свободу в Сирии. Еще до начала Арабской весны в 2011 году, Рибал аль-Асад выступил против правительства Башара Асада и его неудачных попыток в обеспечении демократического будущего для сирийского народа. Его враждебность к правительству Сирии воплощена в его первой речи в качестве директора ODFS в Институте Legatum в феврале 2010 года, где он сказал:
 «Мир продвинулся вперед, но моя страна — Сирия, увы. Она не может стать той великой нацией, которой ей отпущено быть. И в этом не виноваты простые люди. Режим нынешнего правительства не смог обеспечить демократию, свободу и процветание. Режим авторитарен и основан на контроле. Он угнетает свой народ, отрицает свободу выражения мнений и ассоциаций, нарушает права человека, и не управляет экономикой».
В качестве директора ODFS, Рибал продолжил миссию по реформам, путем лоббирования влиятельных британских и европейских парламентариев, включая депутата Роберта Годсиффа, председателя парламентской Всепартийной группы по Сирии в марте 2010 года, на предмет срочной необходимости политического перехода к демократии и свободе в Сирии. До 2010 года, пока независимый журналист газеты и известный комментатор Среднего Востока, Роберт Фиск не взял интервью у Рибал аль-Асада, организация оставалась малоизвестной. Рибал ответил на интервью в этой статье.
Организация начала набирать обороты после начала Арабской весны в 2011 году, и с тех пор Рибал выступал в ряде резонансных событий, организаций и учреждений, в том числе:
- Сеульский национальный университет
- Британский парламент
- Парламент ЕС
- Институт культуры дипломатии Конференция по национальной безопасности в Берлине
- Клуб Карлтон и Клуб реформ
- Институт Legatum
- Оксфордский университет
- Лондонский университет королевы Марии
- Китайский университет иностранных дел
- Симпозиум
- Санкт-Галлен
- Авенир Свисс
- Стратегический форум в Блед по приглашению премьер-министра Словении
- FAES (Мадрид), по приглашению бывшего премьер-министра Испании Хосе Мария Аснара
- USI (United Services Institute) Индия
- ORF
- IIC
- Vivekenanda
- Евроатлантическая Группа
- Среднеатлантическая Группа (Лондон)
- Лондонский клуб деловых людей
- Вустерский политехнический институт
- Конференция по вопросам мировой политики
- Совет международных дел Америки
- Руководители бизнеса для нац. безопасности
- Ялтинская европейская стратегия — Ежегодное собрание
- Конференции «Исламизм: Глобальная угроза» фонда Иман
- EIN конференция в Сплит, Хорватия

Кроме того, он регулярно появляется на телевидении и в печатных СМИ в качестве комментатора политических и текущих событий
Рибал был весьма критичным в Национальном Совете Сирии с момента его создания. Он отметил, что подавляющее большинство членов Братьев-мусульман это не результат демократических процессов, а подборка Турции и Катара. Он также был критичен в отношении Свободной армии Сирии (подчеркивая, как она была образована из исламистских экстремистских группировок) и ее Высшего военного совета (упоминая, как она была исключительна из Салафитского Совета экстремистских группировок).
В этой знаменательной речи в Оксфордском университете Ассоциация содействия ООН заключено оптимистическое видение Рибал, что Арабская весна Сирии в скором времени позволит увернуться от хаоса и предотвратить трагедию.

### Фонд Иман
Работа Рибал аль-Асада в качестве председателя Фонда Иман была сосредоточена на том, чтобы способствовать межконфессиональному и межкультурному диалогу и бросить вызов экстремизму во всем мире. Организация является некоммерческой и «содействует межрелигиозному и межкультурному диалогу, демократическим выборам и противостоит экстремизму».
Начиная с 2010 года, Рибал аль-Асад встречается с многочисленными религиозными и политическими лидерами в глобальном масштабе для обсуждения, как общих, так и специфических вопросов, связанных с внутри- и межрелигиозным диалогом.
Фонд Иман провел ряд конференций, направленных на решение темы радикализма и исламского экстремизма.

### Опубликованные статьи и отрывки
Для Huffington Post:
- http://m.huffpost.com/us/entry/4115457
- http://m.huffpost.com/us/entry/4548261
- http://m.huffpost.com/us/entry/5435330

https://www.project-syndicate.org/commentary/is-syria-the-next-domino-
https://www.project-syndicate.org/commentary/the-struggle-for-syria
https://www.project-syndicate.org/commentary/the-contradictions-of-syria-s-civil-war-by-ribal-al-assad
http://conservativehome.blogs.com/centreright/2010/03/a-free-and-democratic-syria-is-the-best-way-to-undermine-iran.html